# Under the Silver Lake
Under the Silver Lake è un film del 2018 scritto e diretto da David Robert Mitchell.

## Trama
Silver Lake, Los Angeles, estate 2011. Privo di uno scopo nella vita e in procinto di essere sfrattato, il 33enne Sam passa le giornate ad analizzare vecchie canzoni e puntate di giochi a premi per scoprirvi i codici e i messaggi che ritiene siano celati in tutte le forme della cultura popolare e destinati a chi controlla il mondo in segreto.
Un giorno spia dal balcone la bella vicina Sarah e ne fa la conoscenza. Lei sembra ricambiare il suo interesse, ma, quando l'indomani va a trovarla, Sam scopre che se n'è andata, non lasciandosi nulla alle spalle se non un simbolo su una parete. Seguendo delle ragazze che ha notato recuperare le cose di Sarah, finisce a un party dell'élite losangelina a cui partecipa anche la figlia del miliardario Jefferson Sevence, recentemente scomparso: il party viene interrotto bruscamente dalla notizia del ritrovamento del corpo carbonizzato di quest'ultimo, assieme a quello di tre escort. Sam riconosce al telegiornale il cappello di una delle vittime come quello di Sarah.
Grazie a un complottista, Sam identifica il simbolo a casa di Sarah come un codice dei senzatetto che sta per «fa' silenzio»: l'uomo, che vive serrato in casa circondato da videocamere di sicurezza nascoste, gli illustra anche la leggenda urbana del Bacio del Gufo, un'assassina sovrannaturale con una maschera. Sam scopre che la hit del momento, Turning Teeth, dovrebbe contenere un messaggio segreto e di un servizio di sex work a domicilio con aspiranti attrici in cui Sarah era coinvolta, venendo a sapere da una di loro della villa di un ricco compositore di canzoni a cui è proibito l'accesso. Sam riesce a decifrare il codice e ottiene un messaggio che gli dice di andare all'Osservatorio Griffith, toccare il busto di James Dean e aspettare sotto la statua di Isaac Newton.
Gli si presenta un uomo, che si dice il "re dei senzatetto", e lo conduce, bendato, attraverso Griffith Park fino a una porta blindata nella roccia che nasconde un tunnel sotterraneo, al termine del quale Sam trova un lussuoso rifugio antiatomico. Recatosi dal complottista per informarlo, scopre dalla polizia che si è tolto la vita: Sam scopre però che le videocamere di sorveglianza hanno ripreso il Bacio del Gufo. Terrorizzato, minaccia il cantante di Turning Teeth affinché gli riveli perché ha nascosto quel messaggio nella canzone, scoprendo che non ha scritto nessuno dei brani che l'hanno reso famoso, che anzi gli sono stati imposti senza spiegazioni sulla loro provenienza dalla casa discografica. Ricordandosi dell'aneddoto sul compositore, si reca alla sua villa.
Lì trova un anziano pianista circondato dagli strumenti di alcuni tra i più celebri musicisti, che ammette candidamente di essere il vero autore di Turning Teeth, nonché di quasi la totalità della musica degli ultimi settant'anni. Nonostante il vecchio dichiari di non conoscere Sarah né di sapere che significhino o a chi siano destinati i messaggi che viene pagato per inserire, Sam è sollevato di vedere finalmente provate le sue teorie, almeno finché non scopre che Smells Like Teen Spirit, idolo personale e fonte del proprio anticonformismo, è soltanto l'ennesima canzonetta che ha composto su commissione. Il vecchio continua a deridere Sam, finché, sotto la minaccia di una pistola, lui non lo colpisce a morte con la Fender Mustang di Kurt Cobain. Quella stessa notte, Sam riceve la visita del Bacio del Gufo, ma riesce a spaventarla con l'arma sottratta al vecchio. Rifugiatosi a un party di Hollywood Hills, si imbatte nella Sevence, che gli mostra un bracciale appartenuto al padre e identico a uno che portava Sarah. Dei sicari uccidono la ragazza, ma Sam riesce a scappare e, combinando le iscrizioni sul braccialetto ad altri codici nascosti, localizza una zona vicina alla scritta Hollywood che risulta invisibile da satellite e in cui è vietato l'accesso.
Lì incontra un uomo e tre donne e, minacciandoli con la pistola, si fa rivelare la verità: i rifugi sono mausolei in cui i ricchi e famosi si murano vivi con delle escort, ispirandosi ai Faraoni dell'Antico Egitto e alle loro concubine. Nella Storia, molti uomini di potere hanno sperato così di sfuggire alla morte, contando di "ascendere" dopo mesi di baccanali sotterranei. Anche loro si stanno nascondendo in attesa della reclusione, avendo finto la propria morte, come Sevence. Sam scopre quindi che Sarah è viva, ma che è impossibile salvarla perché si trova già sepolta sotto tonnellate di cemento per prevenire ripensamenti che manderebbero a monte il rituale. Gli viene concessa un'ultima chiamata con lei, che lo rassicura di averlo fatto di sua volontà poiché determinata ad ascendere; per non renderle più angoscioso il poco tempo che le rimane, Sam la asseconda mentre le dice addio. Il re dei senzatetto lo lascia andar via, informandolo che non è stato ancora deciso se lasciarlo in vita o meno, ma che lo saprà presto: tornato a casa, mentre si prepara allo sfratto, Sam si lascia sfuggire un sorriso quando nota che sulla parete è stato inciso di "fare silenzio".

## Produzione
Mitchell ha scritto la sceneggiatura nel 2012, riprendendo in mano il progetto dopo il successo di It Follows (2014). Lo sviluppo del film è stato annunciato nel maggio del 2016. Le riprese sono iniziate il 31 ottobre 2016.

## Promozione
Il primo trailer è stato diffuso online il 21 marzo 2018.

## Distribuzione
Il film è stato presentato in anteprima il 15 maggio 2018 alla 71ª edizione del Festival di Cannes, in concorso.
Originariamente avrebbe dovuto essere distribuito nelle sale cinematografiche statunitensi da A24 a partire dal 22 giugno dello stesso anno; tuttavia all'inizio di giugno la sua data d'uscita è stata posticipata di sei mesi, fino al 7 dicembre. Nel novembre dello stesso anno, il film ha subito un ulteriore slittamento, venendo rimandato al 19 aprile 2019. Il film infine ha avuto una distribuzione limitata in due sale in tale data, prima di essere reso disponibile in video on demand.
In Italia è stato distribuito sulla piattaforma MUBI a partire dal 13 gennaio 2023.

## Accoglienza

### Incassi
Il film ha incassato 40.000 dollari negli Stati Uniti e 2 milioni di dollari nel resto del mondo.

### Critica
Il film ha ottenuto un'accoglienza tiepida al Festival di Cannes, spingendo inizialmente alcuni a speculare che la ragione del suo rinvio fosse quella di permettere a Mitchell di rimontare il film.
Sull'aggregatore Rotten Tomatoes il film riceve il 58% delle recensioni professionali positive con un voto medio di 5,91 su 10 basato su 148 critiche, mentre su Metacritic ottiene un punteggio di 60 su 100 basato su 31 critiche.
Il regista ha definito l'accoglienza del film «deludente [...] per certi versi, anch'essa un mistero». Max Evry di ComingSoon.net lo ha posizionato al terzo posto tra i migliori film usciti negli Stati Uniti nel 2019.

## Riconoscimenti
- 2018 - Festival di Cannes[7]
  - In competizione per la Palma d'oro